# 高射第2師團
高射第2師団（こうしゃだいにしだん）為舊日本帝国陆军中的一个师团。是通过重组名古屋高射炮兵部队而成立的。

## 历史
該師團於1945年5月成立於名古屋，用以保护以名古屋地区为中心的政治、军事及軍需中樞等建築，其总部设於名古屋市昭和区鹤舞的名古屋市公会堂。新編成的部隊于6月整隊完毕，並開始进驻於主要的工业区和交通要地。
随着美军空袭更加猛烈，為了加強防禦用於輸送軍隊物資的鐵道運輸系統，东海道和关西线上的主要河桥上部署了高射炮和机枪。此外，随着6月份开始美軍对地方城市进行空袭，軍隊開始进行了将部分高炮连和机枪连改造为机动部队的训练。
战后，該師團于1945年9月20日复员。

## 師團概况

### 历任师长
- 入江莞爾少将：1945年5月5日 - 二戰结束[1]

### 司令部構成
- 参谋：内田久次中佐
- 参谋：串戸守雄中佐

### 下属部隊
- 高射砲第124連隊（爱知县上野）：山田正樹中佐
- 高射砲第125連隊（名古屋）：大中正光中佐
- 独立高射炮兵第5大隊：津田惣一少校
- 独立高射炮兵第12大隊（清水）：三宅正雄中校
- 独立高射炮兵第47大隊：大伴功少佐
- 野戰高射砲第97大隊
- 機関砲第12大隊：飯川寅男少佐
- 機関砲第106大隊：吉和清少佐
- 独立照空第11大隊：中田一男大尉

## 來源
1. ↑  『陸海軍将官人事総覧 陸軍篇』302頁。

## 相关项目
- 日本帝国陆军师团列表
- 日本本土空袭